# Wiesław Niewiadomski
Wiesław Niewiadomski, ps. „Wariat” (ur. 20 sierpnia 1946 w Warszawie, zm. 6 lutego 1998 tamże) – polski przestępca, przywódca gangu ząbkowskiego, powszechnie mylnie określany szefem gangu wołomińskiego. Starszy brat Henryka Niewiadomskiego (ps. „Dziad”).

## Życiorys
Syn Marianny i Bolesława. Uczęszczał do zasadniczej szkoły zawodowej o profilu gastronomicznym, jednak nigdy nie podjął pracy w zawodzie. Karierę przestępczą rozpoczynał w latach 70. XX w. (m.in. na warszawskim bazarze Różyckiego), zajmując się kradzieżami kieszonkowymi i cinkciarstwem, później okradał magazyny. Gdy sprawa ta wyszła na jaw, udało mu się uciec do RFN, by stamtąd przenieść się do Kanady, a następnie powrócić do Niemiec. Został jednak aresztowany w Hamburgu za posługiwanie się fałszywymi dokumentami. Po wpłaceniu kaucji wyszedł z więzienia i nielegalnie powrócił do Polski.
W późniejszych latach organizował przemyt spirytusu zza zachodniej granicy, był również producentem amfetaminy i metamfetaminy. Specjalizował się również w sprzedaży kradzionych samochodów i w rozprowadzaniu fałszywych dokumentów oraz pieniędzy na dużą skalę. Jemu samemu udało się udowodnić, że dostarczał chemikalia służące do produkcji narkotyków. Był właścicielem największej w Europie fabryki amfetaminy, zlikwidowanej przez Policję we wrześniu 1995 w podwarszawskiej Woli Karczewskiej. Pseudonim Niewiadomskiego („Wariat”) pochodził od określenia jego osobowości (m.in. podkładał bomby, porywał dla okupu, używał broni maszynowej). Obszar jego działalności znajdował się po prawej (wschodniej) stronie Wisły.

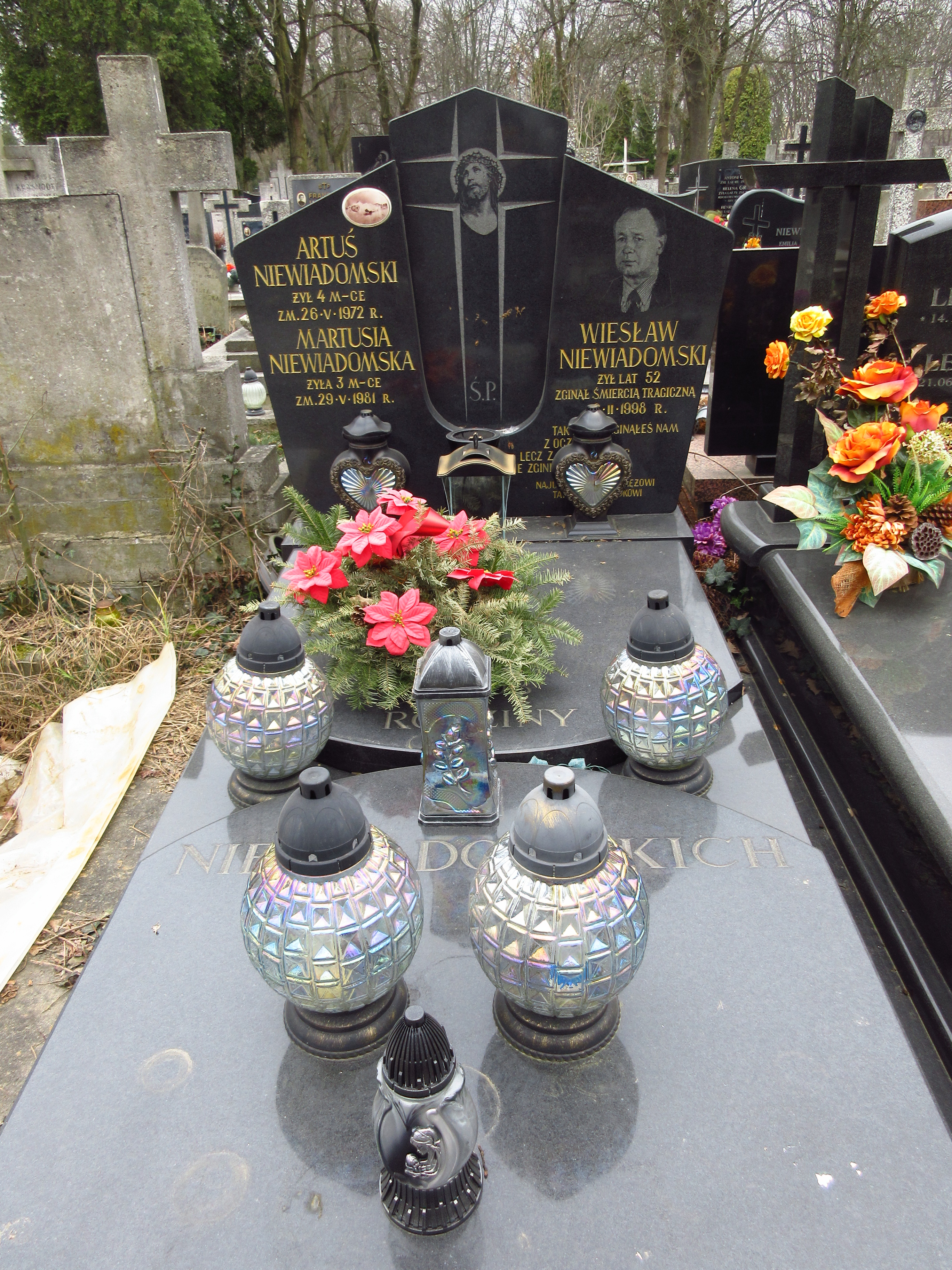
Grób Wiesława Niewiadomskiego na Cmentarzu Bródnowskim (kwatera 2O-3-28).

Pierwszy, nieudany zamach na jego życie został przeprowadzony 18 grudnia 1996. Samochód „Wariata” został wówczas ostrzelany z broni maszynowej. Sam Niewiadomski natomiast był zamieszany w sprawę co najmniej dwóch zamachów na życie Andrzeja Kolikowskiego (ps. „Pershing”) z konkurencyjnego gangu pruszkowskiego, w jednym z nich został ranny ochroniarz „Pershinga”, Andrzej F., ps. „Florek”.
Wiesław Niewiadomski został zamordowany wieczorem 6 lutego 1998, gdy z zakupami wsiadał do swojego samochodu Pontiac Trans Sport, stojącego pod delikatesami przy ulicy Płowieckiej na warszawskiej Pradze-Południe. Nieznany sprawca oddał w jego stronę serię strzałów z broni maszynowej. Niewiadomski poniósł śmierć na miejscu; miał 52 lata. W jego samochodzie Policja zabezpieczyła notes z kontaktami oraz torebkę amfetaminy. 13 lutego 1998 został pochowany na cmentarzu Bródnowskim w Warszawie (później na tym samym cmentarzu został pochowany jego brat, gangster Henryk Niewiadomski).
Żonę Wiesława Niewiadomskiego – Ewę Niewiadomską (ur. 1952) – skazano na 6 i pół roku więzienia. Oskarżono ją o kierowanie zorganizowaną grupą przestępczą, zlecenie napadu, handel fałszywymi banknotami, produkcję amfetaminy i planowanie zabójstwa jednego z przywódców gangu pruszkowskiego, Leszka Danielaka, ps. „Wańka”. Karę odbyła w grudziądzkim więzieniu.